# Miss Germany

## Miss Germany între anii 1927 - 1933

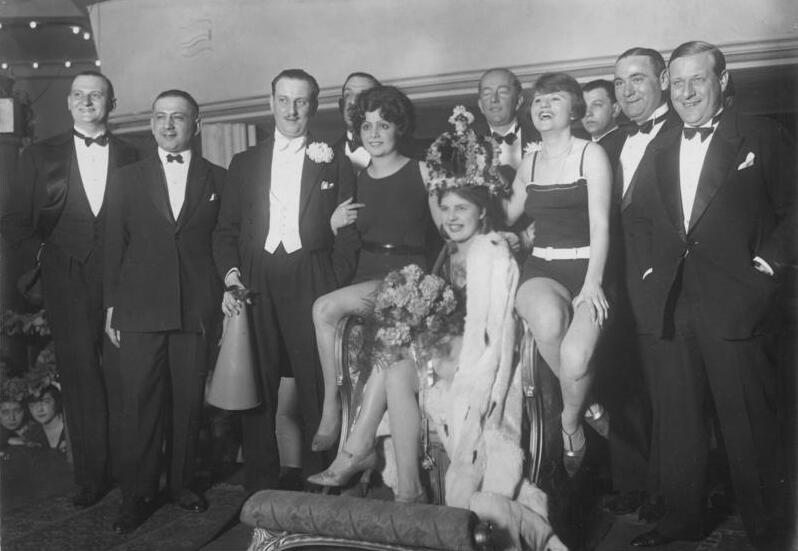
Hildegard Quandt

| Anul | Nume                      | Locul alegerii          |
| ---- | ------------------------- | ----------------------- |
| 1927 | Hildegard Quandt          | Berlin, Sportpalast     |
| 1928 | Hella Hoffmann            | Berlin                  |
| 1928 | Margarete Grow            | Berlin                  |
| 1929 | Elisabeth Rodzyn          | Berlin, Ballhaus Kroll  |
| 1930 | Dorit Nitykowski          | Berlin, Hotel Kaiserhof |
| 1931 | Ruth Ingrid Richard       | Berlin, Hotel Kaiserhof |
| 1931 | Daisy d’Ora               | Berlin, Hotel Eden      |
| 1932 | Liselotte de Booy-Schulze | Berlin                  |
| 1933 | Charlotte Hartmann        | Berlin                  |

## Miss Germania între anii 1949 - 1984
| Anul    | Nume                  | Calificare prealabilă    | Locul alegerii                                 | Organizator |
| ------- | --------------------- | ------------------------ | ---------------------------------------------- | ----------- |
| 1949    | Inge Löwenstein       | ?                        | Bad Homburg, Kino Helipa                       | Ronke       |
| 1950    | Susanne Erichsen      | Miss Schleswig-Holstein  | Baden-Baden, Kurhaus                           | Koebner     |
| 1951    | Vera Marks            | ?                        | Baden-Baden, Kurhaus                           | Koebner     |
| 1952    | Renate Hoy            | ?                        | Baden-Baden, Kurhaus                           | Stern       |
| 1953    | Christel Schaack      | Miss Berlin              | Wiesbaden, Kurhaus                             | Opal        |
| 1953/54 | Heidi Krüger          | ?                        | Hamburg, Ernst-Merck-Halle                     | MoPo        |
| 1954    | Regina Ernst          | Miss Nordwestdeutschland | Baden-Baden, Kurhaus                           | Opal        |
| 1955    | Margit Nünke          | Miss Nordrhein-Westfalen | Baden-Baden, Kurhaus                           | Opal        |
| 1956    | Marina Orschel        | Miss Berlin              | Baden-Baden, Kurhaus                           | Opal        |
| 1957    | Gerti Daub            | Miss Hamburg             | Baden-Baden, Kurhaus                           | Opal        |
| 1958    | Marlies Behrens       | Miss Bayern              | Baden-Baden, Kurhaus                           | Opal        |
| 1959    | Carmela Künzel        | Miss Berlin              | Baden-Baden, Kurhaus                           | Opal        |
| 1960    | Ingrun Helgard Möckel | Miss Rheinland           | Baden-Baden, Kurhaus                           | Opal        |
| 1961    | Marlene Schmidt       | Miss Baden-Württemberg   | Baden-Baden, Kurhaus                           | Opal        |
| 1962    | Gisela Karschuck      | Miss Niedersachsen       | Travemünde, Kurhaus                            | Opal        |
| 1963    | Helga Carla Ziesemer  | Miss Bayern              | Travemünde, Kurhaus                            | Opal        |
| 1964    | Martina Kettler       | Miss Berlin              | Berlin, Hotel Hilton                           | Opal        |
| 1965    | Ingrid Bethke         | Miss Nordrhein-Westfalen | Berlin, Hotel Hilton                           | Opal        |
| 1966    | Marion Heinrich       | Miss Nordrhein-Westfalen | Berlin, Hotel Hilton                           | Opal        |
| 1967    | Fee von Zitzewitz     | Miss Schleswig-Holstein  | Berlin, Hotel Hilton                           | Opal        |
| 1968    | Lilian Atterer        | Miss Bayern              | München, Bayerischer Hof                       | Opal        |
| 1969    | Gesine Froese         | Miss Bayern              | München, Bayerischer Hof                       | Opal        |
| 1970    | Irene Neumann         | ?                        | San Juan (Puerto Rico), Hotel Hilton           | Opal        |
| 1971    | Irene Neumann         | —                        | fără alegeri titlu prelungit                   | Opal        |
| 1972    | Heidi Weber           | Miss Bayern              | numită fără alegeri                            | Opal        |
| 1973    | Ingeborg Martin       | ?                        | München, Bayerischer Hof                       | Beierlein   |
| 1974    | Monja Bageritz        | Miss Rheinland           | numită fără alegeri                            | Beierlein   |
| 1975    | Marina Langner        | ?                        | numită fără alegeri                            | ?           |
| 1976    | Monika Schneeweis     | numită fără alegeri      | Baden-Baden, Brenner’s Park-Hotel              | Kosmetik    |
| 1977    | Dagmar Winkler        | Miss Bayern              | Baden-Baden, Kurhaus                           | ?           |
| 1978    | Monika Greis          | Miss Süddeutschland      | numită fără alegeri                            | Winkler     |
| 1979    | Andrea Hontschik      | Miss Berlin              | Bremen, Studio Radio Bremen                    | Reindl      |
| 1980    | Gabriella Brum        | Miss Berlin              | Berlin, ICC                                    | Reindl      |
| 1981    | Marion Kurz           | Miss Bayern              | München, Hotel Hilton                          | Reindl      |
| 1982    | Kerstin Paeserack     | Miss Niedersachsen       | Palma de Mallorca (Spania), Casino de Mallorca | Reindl      |
| 1982    | Monika Baier          | ?                        | Nürnberg, Meistersingerhalle                   | Rebensburg  |
| 1983    | Angela Michel         | Miss Franken             | Augsburg, Hotel Drei Mohren                    | Rebensburg  |
| 1983    | Loana Radecki         | Miss Berlin              | Badgastein (Austria), Grand-Hôtel de l’Europe  | Reindl      |
| 1984    | Brigitte Berx         | Miss Nordrhein-Westfalen | Bad Mondorf (Luxemburg), Casino 2000           | Reindl      |